# La Pesquera
La Pesquera – gmina w Hiszpanii, w prowincji Cuenca, w Kastylii-La Mancha, o powierzchni 72,3 km². W 2011 roku gmina liczyła 249 mieszkańców.